# Sony Financial Group
Sony Financial Group — подразделение финансовых услуг корпорации Sony. Подразделение состоит из холдинговой компании Sony Financial Group Inc. и её дочерних структур:
- Sony Life Insurance Co., работающая на рынке страхования жизни;
- Sony Assurance, оказывающая услуги по видам страхования, не относящимся к страхованию жизни;
- Sony Bank, предоставляющий различные банковские услуги.

## История
История финансового подразделения корпорации Sony началась в 1979 году, когда была создана страховая компания Sony Prudential Life Insurance, совместное предприятие Sony и The Prudential Insurance Company of America. В 1991 году название компании было изменено на Sony Life Insurance, с 1996 года она находится в полной собственности Sony Corporation. В августе 2007 года было создано совместное предприятие Sony Life с нидерландским страховщиком AEGON, названное AEGON Sony Life Insurance. В 2009 году также в партнёрстве с AEGON была создана перестраховочная компания SA Reinsurance, зарегистрированная на Бермудах. В 2020 году доли AEGON в обеих компаниях были выкуплены. В 2021 году AEGON Sony Life была объединена с Sony Life. В апреле 2023 года SA Reinsurance была ликвидирована.
В 1998 году была создана ещё одна страховая компания, Sony Insurance Planning, для работы на рынке страхования по видам, не относящимся к страхованию жизни. В 1999 году она изменила название на Sony Assurance, начав в этом году продажу полисов автострахования через Интернет и по телефону.
Банк, получивший название Sony Bank, начал свою деятельность в 2001 году. В 2007 году этот банк учредил дочернюю структуру для работы на рынке ценных бумаг Sony Bank Securities.
В апреле 2004 года была создана холдинговая компания Sony Financial Holdings, которой в подчинение были поставлены страховые компании и банк. В октябре 2007 года её акции были размещены на Токийской фондовой бирже. В сентябре 2020 года Sony Corporation выкупила все акции Sony Financial Holdings и провела делистинг. В октябре 2021 года название Sony Financial Holdings было изменено на Sony Financial Group Inc.

## Деятельность
Составляющие Sony Financial Group ведут деятельность только в Японии и с розничными клиентами. Выручка группы за 2023/24 финансовый год составила 1,77 трлн иен (12,3 млрд долларов США), из них 1,52 трлн иен пришлось на Sony Life. Активы составили 20,88 трлн иен (145 млрд долларов США).
Sony Life предоставляет услуги страхования жизни. Распространением полисов занимаются 5,5 тыс. страховых агентов.
Sony Assurance специализируется на имущественном страховании, в первую очередь на автостраховании. Также занимается страхованием от пожаров, медицинском страховании и страховании туристов.
Sony Bank является интернет-банком. Предоставляет услуги управления активами, ипотеки, приёма депозитов, проведения платежей.
Результаты работы компаний, входящих в холдинг, представлены в таблице (а млн иен):
|                      | 2007      | 2008      | 2009      | 2010      | 2011      |
| -------------------- | --------- | --------- | --------- | --------- | --------- |
| Оборот               | 759 280   | 822 153   | 860 323   | 978 991   | 1 002 201 |
| Операционная прибыль | 18 354    | 44 500    | 34 253    | 84 373    | 76 860    |
| Чистая прибыль       | 10 021    | 24 255    | 30 722    | 48 126    | 41 716    |
| Активы               | 4 323 780 | 4 977 450 | 5 313 677 | 6 001 088 | 6 597 140 |
| Собственные средства | 216 568   | 182 671   | 140 730   | 191 312   | 215 387   |